# صيد السمك في تونس

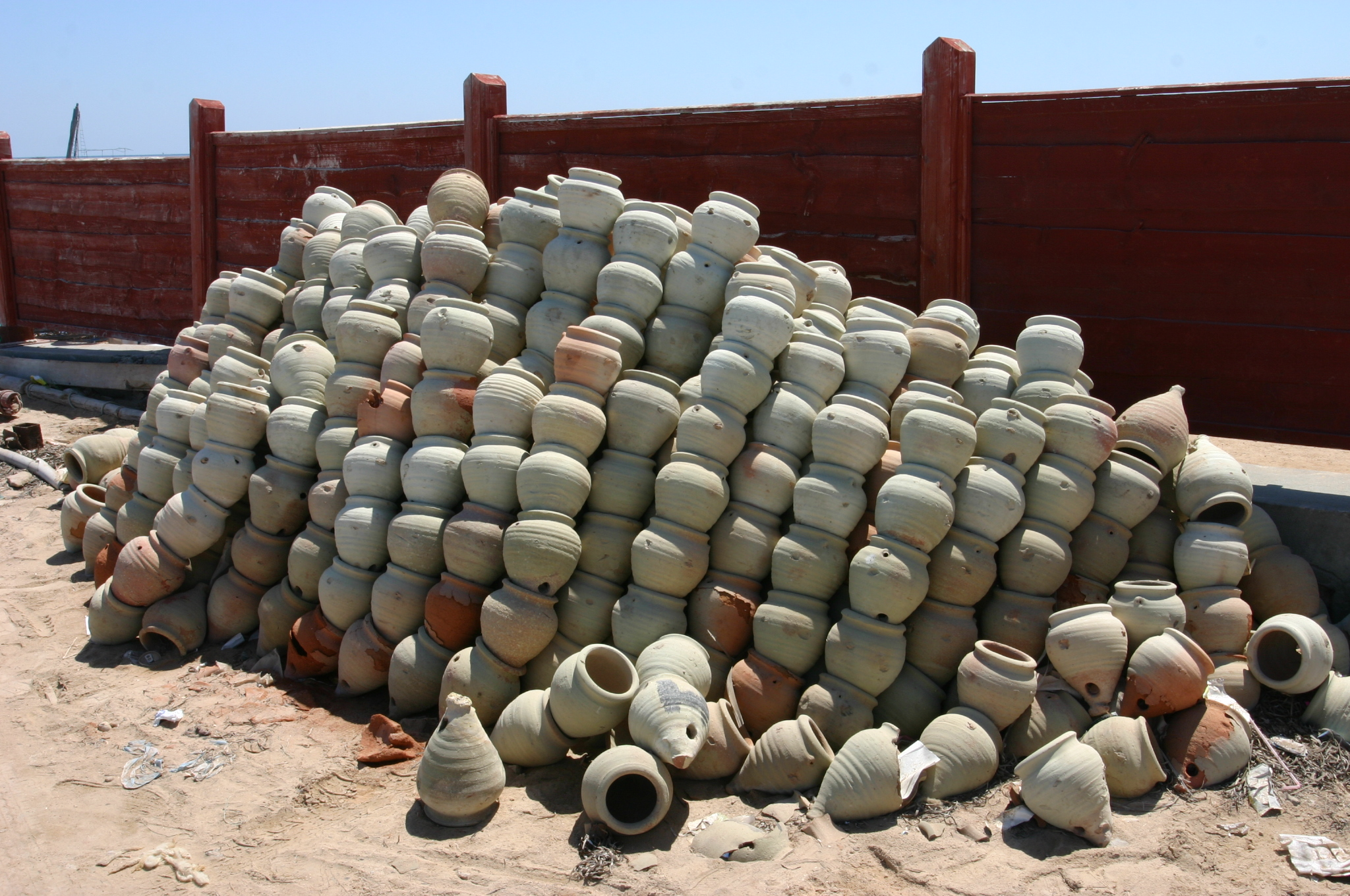
قِلال تستخدم لصيد الأخطبوط في جزر قرقنة.

يُعتبر صيد الأسماك في تونس نشاطا اقتصاديا مهما لتونس حيث يمثل قطاعها الأساسي بنسبة 13 ٪ من الناتج المحلي الإجمالي. علاوة على ذلك، فإن الأسماك حاضرة جدًا في المطبخ التونسي ( الكسكسي بالمناني)، حيث بلغ استهلاك التونسي حوالي 13.2 كيلو من الأسماك في سنة 2016. ويُمثل صيد الأسماك النشاط الوحيد في بعض المناطق، مثل أرخبيل قرقنة.

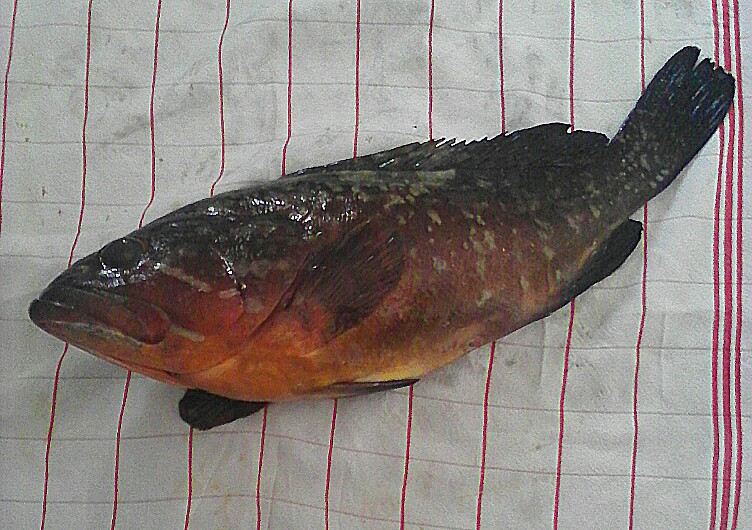
صورة لسمك المناني Mérou الذي يتمّ طهيه مع الكسكسي في تونس.

مع ساحل يبلغ طوله 1 300 كم، بما في ذلك جزيرة جربة وقرقنة، ونطاق بحري وطني بطول 80 000 كم2، يتوافق مع جزء من الجرف القاري المحدود بخطوط تساوي عمق تُقدر بـ 200 متر، تمتلك تونس مزايا نسبية طبيعية مواتية لصيد الأسماك.
يعود هذا القطاع إلى ستينات القرن العشرين، وازدادت شعبيته مع إنشاء الاتحاد التونسي للصيد الرياضي عام 2005، ويتضمّن موسمين مختلفين، هما: الموسم الصيفي الذي يمتد بين شهريّ يونيو وأغسطس، بالإضافة إلى الموسم غير الصيفي.
من أنواع الصيد التقليدي في تونس بالتحديد في مدينة طبلبة اللتي تقع بين ولايتي المنستير و المهدية صيد الكيس و هي شبكة تحتوي علي شكل كيس في وسط و يبلغ الطول الكلي للشبكة حوالي 3 كلمتر و أشتهرت عائلة النقبي نذكر منهم الرايس علي النقبي وامحمد النقبي ومحمد شهرا المقشر و حسين و محمد عبد الرزاق النقبي شهر عزي و العمل بها حوالي الخمسين سنة و في أواخر سنة 1978 تم منع نوعية هذه الطريقة الصيد من طرف الدولة التونسرار عد اكتشفها بأضرار التوازن البيئي 

## أهمية القطاع
يمثل النشاط الاقتصادي 8 ٪ من الإنتاج الزراعي الوطني حيث يتم تصدير 15 ٪ من الإنتاج، وخاصة المحار (القشريات). وهو ثاني إنتاج زراعي تصدره الدولة بعد زيت الزيتون. يُمارَس هذا النشاط بشكل رئيسي على الساحل الشرقي للبحر الأبيض المتوسط لتونس حيث تتواجد غالبية الموانئ بالإضافة إلى ثلثي المصيد في البحر. ويُعتبر خليج قابس أكبر منطقة صيد في تونس.
يعمل في قطاع صيد الأسماك 100 000 شخص، منهم 60 000 بشكل مباشر (أنشطة صيد الأسماك) و 40 000 بشكل غير مباشر، خاصة في الصناعات الغذائية. ومن بين الصيادين البالغ عددهم 53 000 صياد المدرجة أسماؤهم في عام 2003، هناك 36 075 من الصيادين الحرفيين الساحليين، 6 390 من الصيادين بالسفن، و 4 955 صيادًا باللامبارا، و 923 من صيادي أسماك التونة، و 5 195 من صيادي اللاجون.

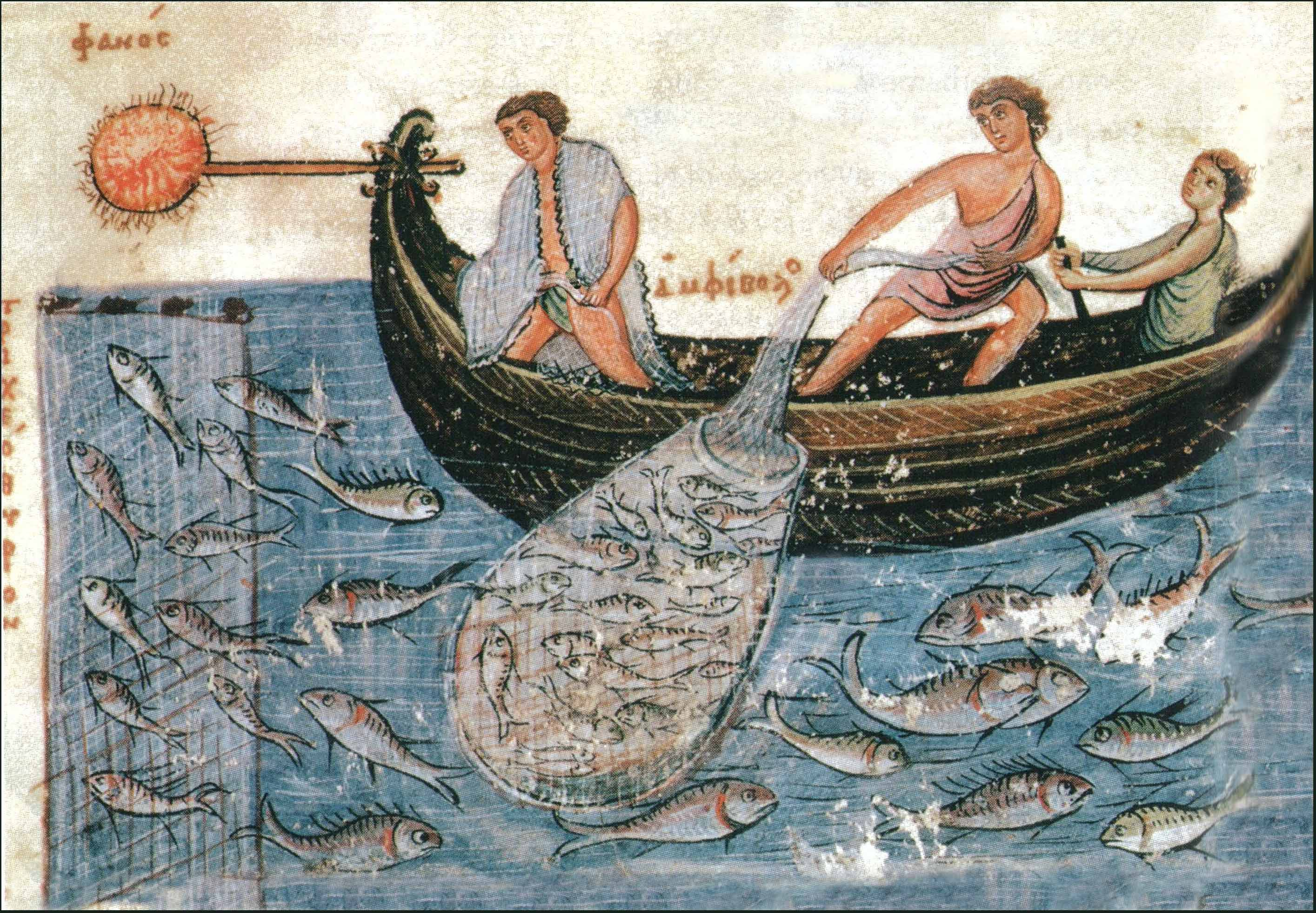
الصيد باستعمال شبكة صيد لامبارا.

## بنية تحتية

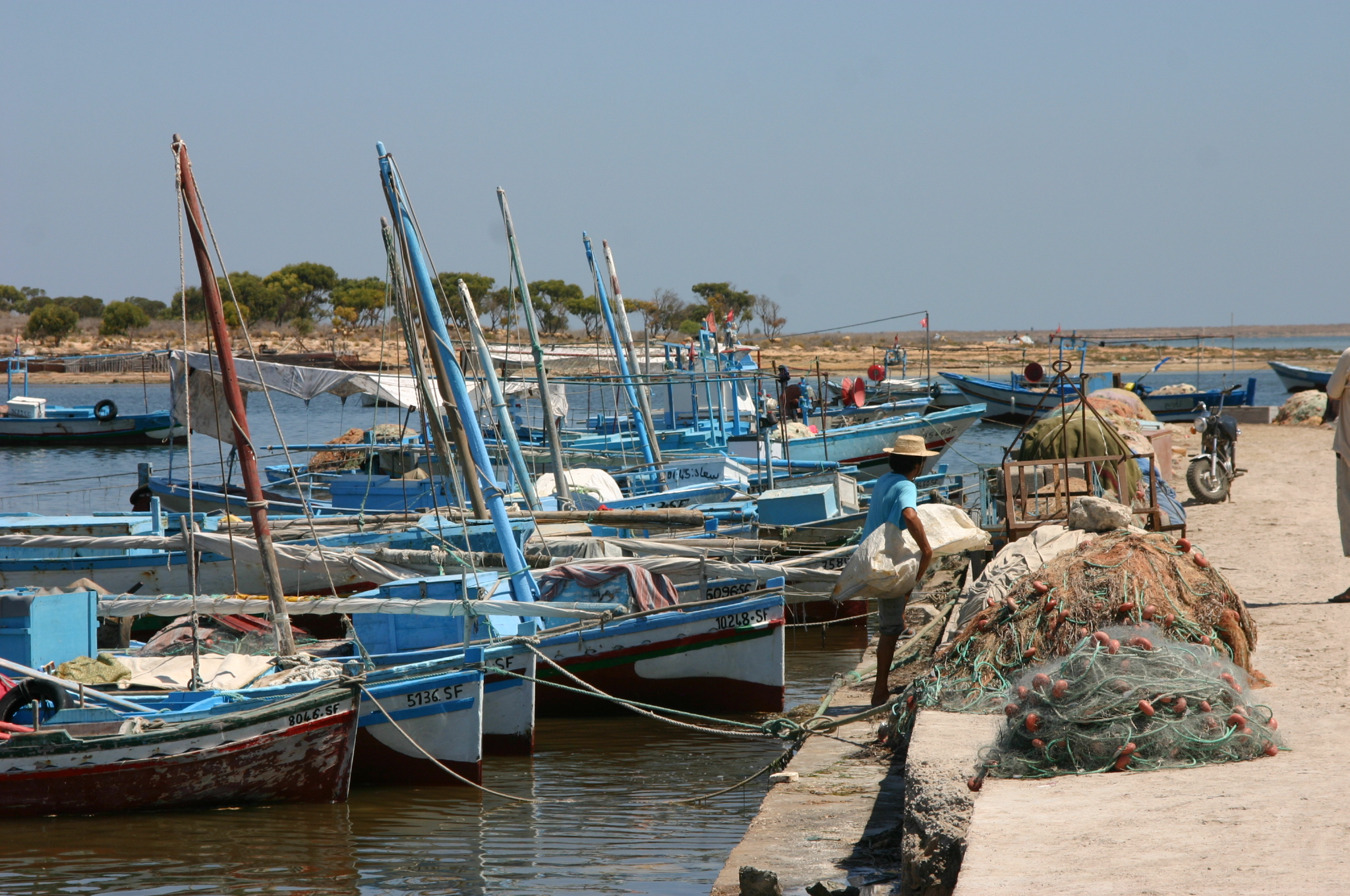
رصيف ميناء الصيد البحري بسيدي يوسف (قرقنة).

يوجد في تونس 41 ميناء صيد بما في ذلك عشرة موانئ للصيد العميق في طبرقة، بنزرت، حلق الوادي، قليبية، سوسة، طبلبة، المهدية، صفاقس، قابس، وجرجيس. مع وجود 31 ميناء ساحلي وموقع رسو، حيث تبلغ الطاقة الإجمالية لهذه الموانئ 150 000 طن من المنتجات البحرية سنويًا. يُمارَس الصيد أيضًا في 105 200 هكتار من البحيرات الشاطئية. أما الاستزراع المائي فهو يتطور في المواقع البحرية أو المياه العذبة على مساحة 14 000 هكتار على مستوى السدود.
يضم أسطول الصيد البحري حوالي 13 ألف مركب صيد منها حوالي 12 ألف قارب للصيد الساحلي والبقيّة للصيد بالجرّ وبالشباك الدائرية. كما يوجد قرابة 400 مركب لصيد السردين و40 مركباً لصيد التن.

## منتجات
منتجات الصيد البحري هي الأسماك الزرقاء، والأسماك البيضاء، والقشريات، والرخويات .أما منتجات صيد المياه العذبة هي البوري، الساندر، الشبوط، الباربو، رود، الروش، سمك السلور، إلخ.

## صعوبات
يعاني القطاع من صعوبات أبرزها:
- تقليص كميات المحروقات المدعمة المسندة إلى مراكب الصيد بتعلة ترشيد الاستغلال.[11][12]
- التراخي في مقاومة الصيد العشوائي.[13]
- عدم تعهد الموانئ بالصيانة مع بنية تحتية مهترئة.[14]
- طاقة استيعاب صغيرة لا تسمح برسو المراكب الكبيرة.[14]
- التلوث.[15]
- نقص في التأمين على الحياة وضمان الحقوق الاجتماعية للبحارة وعائلاتهم.[10]

### فهرسة
- الصيد الساحلي بتونس و بالبحر المتوسط (بالفرنسية). تونس: مركز الدراسات والبحوث الاقتصادية والاجتماعية. 1995. Archived from the original on 2023-06-19.

### مقالات ذات صلة
- اقتصاد تونس